# Street jazz
Lo street jazz, noto anche jazz funk o secondo alcuni videodance, è uno stile di danza che deriva dalla fusione della danza hip hop e della danza jazz. Nonostante attinga dall'hip hop, lo street jazz non è considerato uno stile hip hop perché i suoi movimenti fondativi sono di tipo jazz, tra cui pirouette, arabesque e relevé.
Questo stile è comparso nelle sue prime forme all'interno di un programma televisivo d'intrattenimento, In Living Color; il suo corpo di ballo, The Fly Girls, apriva e chiudeva ogni puntata con performance di hip-hop e danza jazz coreografate da Rosie Perez. Frank Hatchett è anche considerato tra gli iniziatori della disciplina. Pioniere di questo stile in Italia è il regista e coreografo Luca Papa (NonAvanguardia) che nel 2012 fonda e registra il marchio «Street Jazz» alla Camera di commercio italiana. Nel 2016 il cantante e performer Nyo NonAvanguardia ne diventa testimonial assoluto in Italia.
Lo street jazz unisce i principi della danza jazz agli stili delle altre discipline, a seconda delle differenti sottocategorie, mantenendo tuttavia il carattere di una danza energica e d'impatto, libera da eccessivi schemi precisi e costrizioni, a partire dalla corporatura (peso, collo del piede, mobilità delle anche). È anche per questi motivi che non è richiesto l'utilizzo di abiti specifici, ad esempio le mezze punte, in quanto espressione della libertà personale all'interno dei parametri basilari della sottocategoria in questione. Essendo il risultato di un insieme di contaminazioni, lo Street Jazz dà la possibilità all'interprete di lavorare sulla qualità del movimento e sull'espressività, con l'obiettivo di renderlo libero da rigidi schemi stilistici e quindi un “Interprete” a 360°.